# Cristiano da Matta
Cristiano Monteiro da Matta (n. 19 septembrie 1973, Belo Horizonte) este un fost pilot brazilian de Formula 1 care a evoluat în Campionatul Mondial între anii 2003 și 2004.

## Cariera în Formula 1
| Sezon | Echipă                  | Număr puncte | Loc clasament general |
| ----- | ----------------------- | ------------ | --------------------- |
| 2003  | Panasonic Toyota Racing | 10           | 13                    |
| 2004  | Panasonic Toyota Racing | 3            | 17                    |